# Martín Perfecto de Cos
Martín Perfecto de Cos (1800 – 1854) fue un militar mexicano, nacido en Veracruz. Tuvo el grado de General en el ejército mexicano, y tomó parte de la campaña contra la rebelión texana durante la guerra de independencia de Texas en 1836.
Se unió al ejército a los veinte años. Era cuñado del general Antonio López de Santa Anna. Fue promovido a General Brigadier en 1833. Fue designado comandante de las fuerzas mexicanas en Texas en julio de 1835, y fue encomendado para desarmar las potenciales rebeliones civiles. Tras montar base en San Antonio, la ciudad fue sitiada por Stephen F. Austin. Tras el sitio y decenas de bajas en su ejército, Martín Perfecto de Cos se rindió y se preparó para dejar Texas. Sin embargo, camino al sur se encontró con Santa Anna en Laredo, y volvió junto con el resto del ejército a enfrentar la rebelión.
Martín Perfecto de Cos encabezó el ataque al Álamo el 6 de marzo de 1836, que culminó con una victoria mexicana. El 21 de abril de ese año, en la batalla de San Jacinto, fue hecho prisionero por el ejército texano.
Según su historial, no ganó ni una sola de las batallas que libró.